# Nadzy wśród wilków (film 2015)
Nadzy wśród wilków (niem. Nackt unter Wölfen) – niemiecki dramat wojenny z 2015 roku w reżyserii Philippa Kadelbacha, zrealizowany według autobiograficznej powieści pod tym samym tytułem autorstwa Brunona Apitza. Film jest drugą filmową adaptacją powieści Apitza; pierwszą był film z 1963 roku w reżyserii Franka Beyera.
Polska premiera telewizyjna odbyła się 27 kwietnia 2015 roku na antenie TVP1.

## Fabuła
W niemieckim obozie koncentracyjnym w Buchenwaldzie więzień Hans Pipping odkrywa, że w przywiezionej przez Żyda z Polski walizce znajduje się 3-letnie dziecko. Postanawia je przechować, mimo iż znajduje się w obozie dla dorosłych. Pomagają mu w tym współwięźniowie, ryzykując życie dziecka i własne. Są oni jednocześnie uczestnikami obozowej konspiracji, która wobec zbliżającej się armii amerykańskiej przygotowuje zbrojne powstanie. Przestraszeni widmem wkroczenia Amerykanów SS-mani zaostrzają terror, wpadając na trop konspiratorów.

## Obsada
- Florian Stetter jako Hans Pippig
- Peter Schneider jako André Höfel
- Sylvester Groth jako Helmut Krämer
- Sabin Tambrea jako Hermann Reineboth
- Thorsten Merten jako Hans Bochow
- Robert Gallinowski jako Robert Kluttig
- Rainer Bock jako Alois Schwahl[1]

## Produkcja
Zdjęcia kręcono w Czechach (obóz w Przybramie) oraz w Niemczech (na terenie dawnego obozu koncentracyjnego Buchenwald).